# Kokalj
Kokalj je 80. najbolj pogost priimek v Sloveniji, ki ga je po podatkih Statističnega urada Republike Slovenije na dan 31. decembra 200] uporabljalo 1471 oseb, na dan 1. januarja 2010 pa 1.474 oseb. 

## Znani nosilci priimka
- Adam Kokalj, zvonar v 17. stoletju
- Alojzij Kokalj (1869—1931), odvetnik, pisatelj
- Andrej Kokalj (*1959), alpinist
- Anka Kokalj (*1952), geodetinja
- Anton Kokalj (1892—1945), častnik
- Anton Kokalj (*1960), elektrotehnik, pedagog in politik
- Anton Kokalj (kemik)
- Denis Kokalj, kitarist in pedagog
- Denise Kokalj (*1963), slikarka
- Elizabeta Kokalj (*2000), raziskovalka v medicini, slovenska igralka
- France Kokalj (*1933), kipar in restavrator, profesor ALU
- Friderik Kokalj (1802—1865), zbiralec rastlin (ljubiteljski botanik)
- Gregor Kokalj (*1967), slikar in restavrator
- Ivo Kokalj (*1941), igralec, režiser
- Jakob Kokalj (*1952), gospodarstvenik
- Janez Kokalj, torakalni kiruirg (Mb)
- Janez Kokalj (*1991), fizik, jedrski tehnik
- Josip Kokalj (1873—1949), optik in fotograf (deloval v Zagrebu)
- Jože Kokalj (*1929), pater jezuit, misijonar
- Katja Kokalj, glasbenica
- Majda Kokalj, šahistka
- Marjan Kokalj (*1969), jezuit, režiser
- Marija Auguštiner Kokalj, pesnica (šolska knjižničarka)
- Marijana Željeznov Kokalj (1898—1964), srednješolska prof., književnica
- Monika Kokalj Kočevar, kustosinja za novejšo zgodovino
- Nadja Kokalj Vokač (*1960), humana genetičarka, univ. prof.
- Pavel Kokalj (*1955), glasbenik, ljudski godec
- Peter Kokalj (2000-2022), akrobat
- Robert Kokalj, ekonomist, diplomat
- Rudolf Kokalj, filmski podjetnik
- Slavko Kokalj (1917—2010), glasbenik tamburaš, dirigent
- Špela Kokalj, arhitektka
- Tatjana Kokalj (*1956), profesorica razrednega pouka in pisateljica
- Tjaša Kokalj Jerala (*1986), fotomodel, modna vplivnica
- Veka Kokalj (1927—2006), filmska snemalka
- Žiga Kokalj (*1979), geograf